# Sinoxylon dichroum
Sinoxylon dichroum är en skalbaggsart som beskrevs av Pierre Lesne 1906. Sinoxylon dichroum ingår i släktet Sinoxylon och familjen kapuschongbaggar. Inga underarter finns listade i Catalogue of Life.